# Agrippino di Napoli
Agrippino (II secolo – 233) fu il sesto vescovo di Napoli, venerato come santo dalla Chiesa cattolica e patrono di Arzano e di Arpino, frazione del comune di Casoria.
È un personaggio della cui vita e del cui operato si sa molto poco.

## Testimonianze letterarie
Indagando tra le testimonianze letterarie, desta meraviglia il fatto che nel Martirologio Geronimiano, il più antico calendario universale della chiesa (V secolo per la sua prima fase redazionale), ricorra più volte il nome di un Agrippinus, nei giorni 1º gennaio e 15 e 20 luglio, ma che in nessuno di questi casi si tratti del vescovo napoletano.
Bisogna allora far riferimento a una delle fonti privilegiate relative alla prima chiesa di Napoli, il cosiddetto Chronicon o Gesta Episcoporum (VIII-IX secolo) della chiesa napoletana, un testo che tenta di ricostruire tutta la lista dei vescovi che si sono succeduti sul soglio episcopale della città e di dare alcune notizie, più o meno dettagliate, della loro vita e della loro attività pastorale.

In esso Agrippino occupa il sesto posto e viene denominato amator patriae e defensor civitatis, dedito alla preghiera di intercessione per i cristiani a lui devoti e capace di operare numerosi miracoli. Si dice, inoltre, che le sue spoglie furono traslate nella basilica della Stefania.
Nel testo agiografico della Vita S. Athanasii (X secolo), Agrippino viene considerato patrono e difensore della città di Napoli prima che fosse qui traslato il beatissimo Gennaro, martire di Cristo, mentre nella Vita S. Severi (XI secolo) Agrippino e Gennaro appaiono insieme al vescovo Severo morente.

È invece il Libellus miraculorum S. Agrippini, composto tra i secoli VIII-X, a riportare undici miracoli operati dal vescovo di cui tutti, eccetto tre, operati presso il primitivo sepolcro del santo vescovo nelle catacombe poi dette di S. Gennaro.
La celebrazione della festa del santo al giorno 9 novembre proviene dal Calendario marmoreo di Napoli (secolo VIII-IX): N(a) T(ale) S(ancti) Agrippini.

Tra i martirologi quello Romano, che è arricchito dal commento del famoso studioso e agiografo Hippolyte Delehaye, attesta espressamente la memoria di un Agrippino, vescovo in Campania, di cui non si conoscono gli anni di episcopato:
Solo il catalogo Bianchiniano, così detto a motivo del suo editore Francesco Bianchini e che in realtà risulta un compendio dei Gesta, rende Agrippino in maniera arbitraria vescovo dal 218-225, al tempo dei papi Urbano e Ponziano e degli imperatori Eliogabalo e Alessandro Severo.

## Testimonianze archeologiche
Se le testimonianze letterarie e liturgiche risultano relativamente antiche, quelle archeologiche sembrano collocare la memoria del santo vescovo nel periodo paleocristiano. Infatti, gli avvenimenti determinati per lo sviluppo delle catacombe di Napoli furono essenzialmente due: in un primo momento la sepoltura di un vescovo di Napoli venerato come santo intorno alla metà del III secolo, e in seguito la traslazione delle reliquie di San Gennaro dalla primitiva sepoltura, nella zona puteolana, nel già esistente sepolcreto di cristiano di Capodimonte.
Alcuni studiosi hanno ritenuto di identificare questo vescovo napoletano con sant'Agrippino e di ritenerlo inizialmente sepolto nell'oratorio ancora rintracciabile nella catacomba inferiore: i resti del vescovo napoletano sarebbero stati lì sepolti già dalla metà del III secolo, periodo a cui risalirebbe la nascita del sepolcreto gentilizio appartenente forse alla sua gens. È da notare come da questo nucleo originario si sia poi generata una piccola regione di sepolture a carattere comunitario. Tuttavia, si sono succeduti nel tempo diversi interventi e lavori che hanno pesantemente modificato gli ambienti primitivi.
All'occhio del visitatore odierno viene ancora oggi presentato un ambiente ipogeo nel quale un altare sembra contenere una sepoltura privilegiata o aver contenuto reliquie di un personaggio degno di venerazione. Questa basilichetta cimiteriale è un adattamento di ambienti precedenti e mostra le caratteristiche delle antiche sepolture venerate a Roma: non ha linee perimetrali omogenee, ma pareti spigolose, irregolari e asimmetriche. Inoltre l'altare non è centrato rispetto all'asse ideale della basilica, segno di un'esplicita volontà di salvaguardare un punto inamovibile di questo ambiente ipogeo: una sepoltura. L'altare inoltre risulta in parte scavato nella roccia e in parte costituito di muratura, quasi che si sia voluta rispettare una situazione precedente, forse lo stesso tumulo originario inglobato nell'altare in muratura.
Risulta ancora impossibile ricostruire gli ambienti distrutti, ma di certo la catacomba inferiore mostra nel suo insieme caratteristiche più antiche di quella superiore per cui si deve pensare che almeno fino a tutto il IV secolo i fedeli della comunità di Napoli preferissero essere sepolti intorno alla più antica sepoltura venerata.
L'identificazione di questa prima basilichetta ipogea con il primo luogo di culto dedicato al vescovo Agrippino, santo locale, deriva dalle testimonianze contenute nei documenti citati in precedenza, in particolare dalla raccolta di miracoli del santo.

## Iconografia
Dal punto di vista iconografico possiamo conoscere qualcosa delle caratteristiche legate alle rappresentazioni di sant'Agrippino mediante quanto viene conservato della basilica maior di S. Gennaro, la Basilica di San Gennaro Extra Moenia (secolo V-VI). In essa resta un imponente ritaglio della decorazione antica raffigurante tre personaggi nimbati: per alcuni Cristo tra gli apostoli, per altri Cristo tra san Gennaro e sant'Agrippino.
Un miracolo contenuto nel libellus e relativo ad un certo Mauro, potrebbe essere alla base di una raffigurazione del santo posta sulla parete sinistra dell'ingresso dell'oratorio. Si vede l'infermo in basso, disteso, mentre il santo, indicato dalla scritta sopra il nimbo, si piega a toccarlo. Il santo è raffigurato ancora in alto con accanto un altro personaggio senza nimbo, forse il miracolato.
Nel periodo in cui il principe Sicone riuscì a rendere il Ducato di Napoli tributario del principe di Benevento, si verificarono sia la perdita delle reliquie di san Gennaro sia il conseguente abbandono delle catacombe. Giovanni IV salvò le spoglie dei vescovi e le trasferì nella Stefania, creando intorno all'episcopio cittadino un centro con forti caratteri di apostolicità.
Il suo successore, Atanasio I (849-872), istituì un convento di monaci per la salvaguardia delle catacombe o di quanto ne rimaneva. Uno strumento del 942 dice tale monastero dedicato a san Gennaro e sant'Agrippino, benché la notizia non sia condivisa da tutti gli studiosi. Al periodo di Atanasio I risalgono probabilmente anche le raffigurazioni di “nobili dottori”, come riporta il Chronicon, di cui potrebbe esserne un residuo quello posto all'angolo sud-est della basilica dei vescovi e recante l'immagine di un santo benedettino e di san Gennaro. Allo stesso periodo, e quindi alla stessa opera di ricostruzione, appartiene anche un altro affresco, simile al precedente per impostazione e tecnica, posto nella basilichetta di S. Agrippino: sono raffigurati due personaggi di cui quello a destra, forse sant'Agrippino, ha abiti vescovili, volto sbarbato, tonsura, tunica giallastra a maniche strette, casula rossa e pallio vescovile ornato di croci, una raffigurazione assai simile a quella descritta nella basilica dei vescovi. Accanto a questa c'è anche la raffigurazione di un altro personaggio barbato, vestito di tunica e pallio, e con le mani aperte fa il gesto della preghiera. L'iscrizione posta sotto i piedi dei due personaggi indica che si tratta di ex voto fatto da committenti che hanno voluto rimanere anonimi: + Votum solbimus nos cuius De(US SCIT).
Sempre al IX secolo risale una decorazione posta in una galleria della catacomba superiore. Essa fu occlusa per creare la tomba di un giovane vescovo raffigurato nella lunetta sovrastante e avente in mano un ricco codice. Nella sommità della volta rimane un busto di Cristo accompagnato ai lati da due santi con pallio vescovile e identificati dalle iscrizioni verticali poste vicine al loro capo: Gennaro e Agrippino.
Non è inutile sottolineare come nella basilichetta ipogea di Sant'Agrippino vi siano due arcosoli affiancati e posti sulla parete destra presso l'altare: sembra trattarsi di sepolture forse di due vescovi che hanno preferito essere posti presso il loro illustre e santo predecessore.
Ulteriori attestazioni del culto reso a sant'Agrippino sono rade e disseminate nel tempo. Si ha notizia di una chiesa che, sul finire del X secolo era dedicata a lui nella regione Herculanensi, platea Furcillensi, cioè nella zona di Forcella dove ancora oggi esiste una chiesa dedicata al santo.

Presso l'odierna cattedrale di Napoli è possibile constatare come l'iconografia del santo sia rimasta sostanzialmente invariata. Nella cappella del tesoro, infatti, è visibile sia una statua argentea a figura intera sia un busto, anch'esso d'argento, ritraente il santo vescovo: la prima fu realizzata da G. Finelli (1601-1657), mentre il secondo, databile al 1673, fu opera dell'argentiere Aniello Treglia che la realizzò su un modello di Andrea Falcone prima e su disegno di Cosimo Fanzago poi.
Non di minore importanza occupa una tavola di Giorgio Vasari, datata al 1546 e raffigurante i sette santi della città di Napoli, che in origine decorava le ante esterne dell'organo antico della cattedrale.

Presso uno dei pilastri della navata centrale, inoltre, è collocato un busto del santo. Al tempo del card. Giuseppe Spinelli, verso il 1745, furono collocati nei pilastri 14 busti di santi vescovi napoletani, alcuni dei quali, compreso quello di sant'Agrippino, erano stati posti ad abbellimento dell'antico coro della cattedrale.